# La Chapelle-Saint-Maurice
La Chapelle-Saint-Maurice – miejscowość i gmina we Francji, w regionie Owernia-Rodan-Alpy, w departamencie Górna Sabaudia.
Według danych na rok 1990 gminę zamieszkiwało 111 osób, a gęstość zaludnienia wynosiła 17 osób/km² (wśród 2880 gmin regionu Rodan-Alpy La Chapelle-Saint-Maurice plasuje się na 1510. miejscu pod względem liczby ludności, natomiast pod względem powierzchni na miejscu 1395.).